# Le Jules Verne
Pour les articles homonymes, voir Jules Verne (homonymie).
Le Jules Verne est un restaurant parisien situé au deuxième étage de la tour Eiffel et spécialisé en cuisine française classique. Depuis le 1er octobre 2018, la Société d'exploitation de la tour Eiffel (SETE) a confié la concession des espaces de restauration de la tour Eiffel à la société Umanis emmenée par Sodexo Sports et Loisirs, en partenariat avec trois actionnaires : les chefs étoilés Frédéric Anton et Thierry Marx, ainsi que la start-up Ubudu.

## Chef
Le chef Frédéric Anton, triplement étoilé, a pris la direction du restaurant gastronomique, Le Jules Verne, en juillet 2019. Il a succédé à Louis Grondard (1983), Alain Reix (1992) et Alain Ducasse (2007).

## Historique
Un de ses anciens propriétaires est Louis Vaudable, connu pour avoir été le propriétaire et gérant de chez Maxim's.
Le 13 juillet 2017, un dîner entre les couples présidentiels français (Emmanuel et Brigitte Macron) et américain (Donald et Melania Trump) est organisé au Jules Verne. Alain Ducasse orchestrait le dîner. Donald Trump était l'invité d'honneur d'Emmanuel Macron pour les cérémonies du 14 juillet.
Le décor du Jules Verne a été repensé en 2019 par Aline Asmar d'Amman dans le but de mettre en valeur le charme de l'ancien et de la modernité et de rendre hommage à la capitale du chic et des arts décoratifs français, à l’irrévérence de la grande dame de fer en tissant un lien fort entre Paris et la gastronomie, dans les nuages.
La réouverture du restaurant a eu lieu le samedi 20 juillet 2019 après plusieurs mois de travaux.
Le 27 janvier 2020, le Guide Michelin décerne sa première étoile au restaurant de Frédéric Anton, seulement six mois après son ouverture. Toujours sous sa direction, le Jules Verne obtient sa deuxième étoile quatre ans plus tard, le 18 mars 2024,,.